# ブリーダーズカップ・フィリー&メアターフ
ブリーダーズカップ・フィリー&メアターフ（Breeders' Cup Filly & Mare Turf）とはアメリカ競馬の祭典であるブリーダーズカップ・ワールド・サラブレッド・チャンピオンシップで行われる3歳以上の牝馬限定の競走である。
日本ではBCフィリー&メアターフ（ビーシーフィリーアンドメアターフ）やBCF&Mターフなどと簡略化される事が多い。
1999年に創設されたアメリカ競馬の芝牝馬路線の1年を締め括る最高峰の競走で、その年のアメリカの芝女王決定戦の位置付けをなしている。牝馬限定の競走ではBCディスタフと並んで世界最高賞金額を誇る。また、ヨーロッパからも既にアメリカに遠征して現地のレースを走っている馬や、フランスのオペラ賞・ヴェルメイユ賞、英仏愛ヨークシャーオークスの参戦馬や勝ち馬も数多くこのレースに出走する。

## 歴史
- 1999年 創設
- 2005年 第3回の優勝馬バンクスヒル（Banks Hill）の全妹インターコンチネンタル（Intercontinental）が優勝、史上初の姉妹制覇を記録
- 2006年 ウィジャボード（Ouija Board）が2004年に続き2度目の優勝。
- 2021年 ラヴズオンリーユー（Loves Only You）が日本調教馬初の優勝。

### 開催競馬場
| 回数   | 開催競馬場                   | 施行距離 |
| ------ | ---------------------------- | -------- |
| 第1回  | ガルフストリームパーク競馬場 | 芝11f    |
| 第2回  | チャーチルダウンズ競馬場     | 芝11f    |
| 第3回  | ベルモントパーク競馬場       | 芝10f    |
| 第4回  | アーリントンパーク競馬場     | 芝10f    |
| 第5回  | サンタアニタパーク競馬場     | 芝10f    |
| 第6回  | ローンスターパーク競馬場     | 芝11f    |
| 第7回  | ベルモントパーク競馬場       | 芝10f    |
| 第8回  | チャーチルダウンズ競馬場     | 芝11f    |
| 第9回  | モンマスパーク競馬場         | 芝11f    |
| 第10回 | サンタアニタパーク競馬場     | 芝10f    |
| 第11回 | サンタアニタパーク競馬場     | 芝10f    |
| 第12回 | チャーチルダウンズ競馬場     | 芝11f    |
| 第13回 | チャーチルダウンズ競馬場     | 芝11f    |
| 第14回 | サンタアニタパーク競馬場     | 芝10f    |
| 第15回 | サンタアニタパーク競馬場     | 芝10f    |
| 第16回 | サンタアニタパーク競馬場     | 芝10f    |
| 第17回 | キーンランド競馬場           | 芝9.5f   |
| 第18回 | サンタアニタパーク競馬場     | 芝10f    |
| 第19回 | デルマー競馬場               | 芝9f     |
| 第20回 | チャーチルダウンズ競馬場     | 芝11f    |
| 第21回 | サンタアニタパーク競馬場     | 芝10f    |
| 第22回 | キーンランド競馬場           | 芝9.5f   |
| 第23回 | デルマー競馬場               | 芝11f    |
| 第24回 | キーンランド競馬場           | 芝9.5f   |
| 第25回 | サンタアニタパーク競馬場     | 芝10f    |
| 第26回 | デルマー競馬場               | 芝11f    |
| 第27回 | デルマー競馬場               | 芝11f    |

### 歴代優勝馬
| 回数   | 施行日         | 調教国・優勝馬     | 日本語読み               | 性齢 | タイム  | 優勝騎手         | 管理調教師       |
| ------ | -------------- | ------------------ | ------------------------ | ---- | ------- | ---------------- | ---------------- |
| 第1回  | 1999年11月6日  | Soaring Softly     | ソアリングソフトリー     | 牝4  | 2:13.89 | J.ベイリー       | J.トナー         |
| 第2回  | 2000年11月4日  | Perfect Sting      | パーフェクトスティング   | 牝4  | 2:13.07 | J.ベイリー       | J.オルセノ       |
| 第3回  | 2001年10月27日 | Banks Hill         | バンクスヒル             | 牝3  | 2:00.36 | O.ペリエ         | A.ファーブル     |
| 第4回  | 2002年10月26日 | Starine            | スタリーン               | 牝5  | 2:03.57 | J.ヴェラスケス   | R.フランケル     |
| 第5回  | 2003年10月25日 | Islington          | イズリントン             | 牝4  | 1:59.13 | K.ファロン       | M.スタウト       |
| 第6回  | 2004年10月30日 | Ouija board        | ウィジャボード           | 牝3  | 2:18.15 | K.ファロン       | E.ダンロップ     |
| 第7回  | 2005年10月29日 | Intercontinental   | インターコンティネンタル | 牝5  | 2:02.34 | R.ベハラーノ     | R.フランケル     |
| 第8回  | 2006年11月4日  | Ouija Board        | ウィジャボード           | 牝5  | 2:14.55 | L.デットーリ     | E.ダンロップ     |
| 第9回  | 2007年10月27日 | Lahudood           | ラフドゥード             | 牝4  | 2:22.75 | A.ガルシア       | K.マクラフリン   |
| 第10回 | 2008年10月24日 | Forever Together   | フォーエバートゥギャザー | 牝4  | 2:01.58 | J.ルパルー       | J.シェパード     |
| 第11回 | 2009年11月6日  | Midday             | ミッデイ                 | 牝3  | 1:59.14 | T.クウィリー     | H.セシル         |
| 第12回 | 2010年11月5日  | Shared Account     | シェアードアカウント     | 牝4  | 2:17.74 | E.プラード       | H.モーション     |
| 第13回 | 2011年11月4日  | Perfect Shirl      | パーフェクトシール       | 牝4  | 2:18.62 | J.ヴェラスケス   | R.アトフィールド |
| 第14回 | 2012年11月2日  | Zagora             | ザゴラ                   | 牝5  | 1:59.70 | J.カステリャーノ | C.ブラウン       |
| 第15回 | 2013年11月2日  | Dank               | ダンク                   | 牝4  | 1:58.73 | R.ムーア         | M.スタウト       |
| 第16回 | 2014年11月1日  | Dayatthespa        | デイアットザスパ         | 牝5  | 2:01.12 | J.カステリャーノ | C.ブラウン       |
| 第17回 | 2015年10月31日 | Stephanie's Kitten | ステファニーズキトゥン   | 牝6  | 1:56.22 | I.オルティスJr.  | C.ブラウン       |
| 第18回 | 2016年11月5日  | Queen's Trust      | クイーンズトラスト       | 牝3  | 1:57.75 | L.デットーリ     | M.スタウト       |
| 第19回 | 2017年11月4日  | Wuheida            | ウハイダ                 | 牝3  | 1:47.91 | W.ビュイック     | C.アップルビー   |
| 第20回 | 2018年11月3日  | Sistercharlie      | シスターチャーリー       | 牝4  | 2:20.96 | J.ヴェラスケス   | C.ブラウン       |
| 第21回 | 2019年11月2日  | Iridessa           | イリデッサ               | 牝3  | 1:57.77 | W.ローダン       | J.オブライエン   |
| 第22回 | 2020年11月7日  | Audarya            | アウダーリャ             | 牝4  | 1:52.72 | P.ブドー         | J.ファンショー   |
| 第23回 | 2021年11月6日  | Loves Only You     | ラヴズオンリーユー       | 牝5  | 2:13.87 | 川田将雅         | 矢作芳人         |
| 第24回 | 2022年11月5日  | Tuesday            | チューズデー             | 牝3  | 1:51.88 | R.ムーア         | A.オブライエン   |
| 第25回 | 2023年11月4日  | Inspiral           | インスパイラル           | 牝4  | 1:59.06 | L.デットーリ     | J&T.ゴスデン     |
| 第26回 | 2024年11月2日  | Moira              | モイラ                   | 牝5  | 2:14.95 | F.プラ           | K.アタード       |